# 福岡県道605号今宿停車場線
福岡県道605号今宿停車場線（ふくおかけんどう605ごう いまじゅくていしゃじょうせん）は、福岡県福岡市西区を通る一般県道である。

## 概要
福岡市西区今宿駅前1丁目のJR九州筑肥線 今宿駅から福岡市道千代今宿線交点の今宿駅前交差点を結ぶ。
福岡県道としては福岡県道521号姪浜停車場線、福岡県道556号谷荒戸線とともに起点から終点の区間で他の国道や県道といっさい接続しない路線でもある。

### 路線データ
- 起点：福岡市西区今宿駅前1丁目（JR九州筑肥線 今宿駅前）
- 終点：福岡市西区今宿駅前1丁目（今宿駅前交差点、福岡市道千代今宿線交点）

## 地理

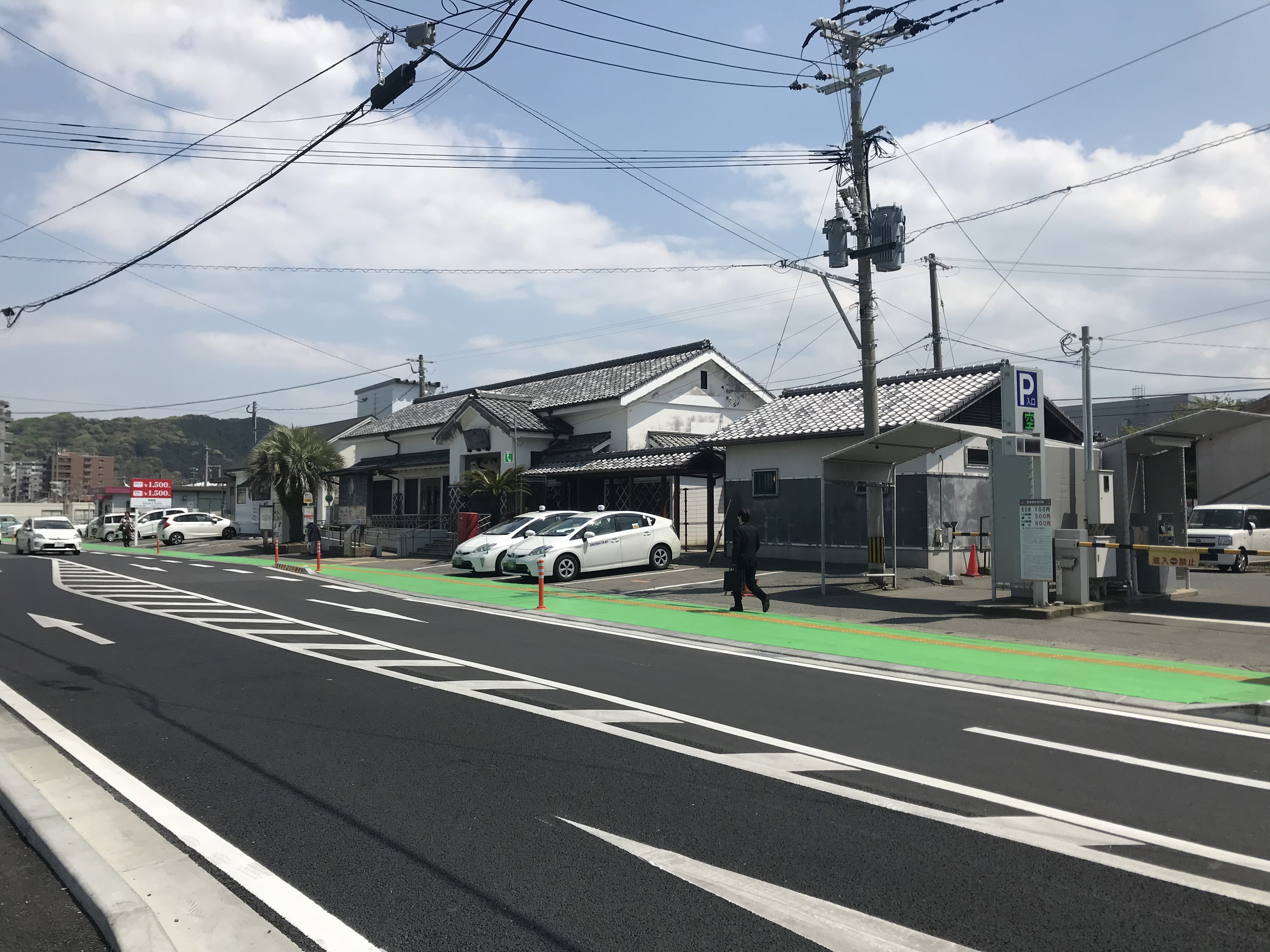
福岡県道605号と今宿駅

直接接続はしていないが、すぐ近くの今宿交差点で国道202号、福岡県道54号福岡志摩前原線と接続する。

### 通過する自治体
- 福岡市（西区）

### 交差する道路
| 交差する道路       | 交差する場所  | 交差する場所          |
| ------------------ | ------------- | --------------------- |
| 福岡市道千代今宿線 | 今宿駅前1丁目 | 今宿駅前交差点 / 終点 |

### 沿線
- JR九州筑肥線 今宿駅